# Campylomyza orientalis
Campylomyza orientalis är en tvåvingeart som beskrevs av Grover 1970. Campylomyza orientalis ingår i släktet Campylomyza och familjen gallmyggor. Inga underarter finns listade i Catalogue of Life.